# Sárkeszi
Sárkeszi è un comune dell'Ungheria di 577 abitanti (dati 2001). È situato nella contea di Fejér.